# László Meskó

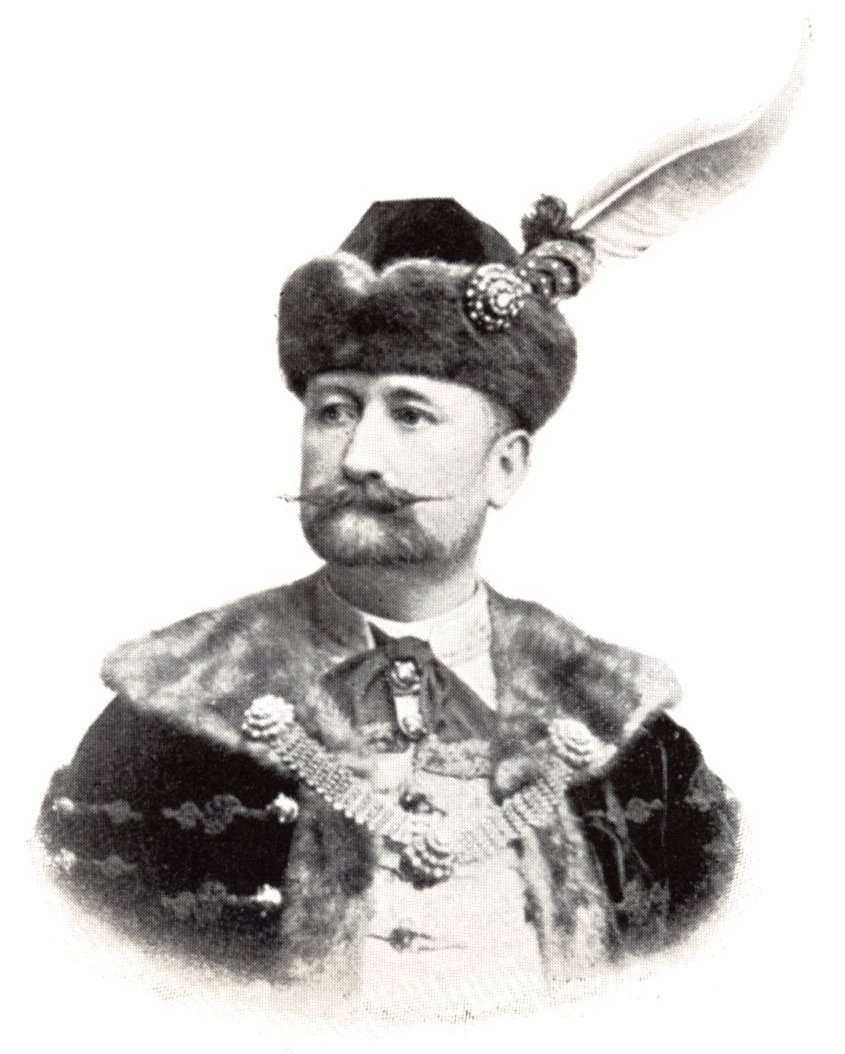
László Meskó (1905)

László Meskó von Felsőkubin (* 23. September 1851 in Nyíregyháza, Komitat Szabolcs; † 22. Juli 1922 in Budapest) war ein ungarischer Politiker, Jurist und Obergespan.

## Leben
Meskó studierte Jura in Budapest und Wien und unternahm anschließend längere Reisen nach Italien, Frankreich und Schweiz. 1877 wurde er Doktor der Rechtswissenschaften und legte die Advokatenprüfung ab. Er eröffnete eine Anwaltskanzlei in Nyíregyháza, leistete Militärdienst beim Okkupationsfeldzug in Bosnien 1878 und wurde zum Oberleutnant im k.u. 5. Husarenregiment befördert. Von 1892 bis 1896 war er als Mitglied der Unabhängigkeits- und 48er Partei Reichstagsabgeordneter für die Stadt Békés im Komitat Békés. Von 1905 bis zu seiner Ernennung zum Obergespan des Komitats Szabolcs 1917 war er erneut Reichstagsabgeordneter der Unabhängigkeits- und 48er Partei, nun für seine Geburtsstadt Nyíregyháza. Zeitgleich war er von 1907 bis 1909 Staatssekretär im k.u. Justizministerium und war 1909 kurzzeitig Vorsitzender der Unabhängigkeits- und 48er Partei.